# Shikotsu-Tōya nationalpark
Shikotsu-Tōya nationalpark är en nationalpark i sydvästra delen av Hokkaido prefektur i Japan. 
Parken består av tre åtskilda områden:
- Området kring vulkanen Yotei-zan
- Kalderan runt sjön Tōya-ko med vulkanen Usu-zan (senaste utbrott 2001) på södra sidan sjön
- Ett större område öster om de andra två med kalderasjön Shikotsu-ko, vulkanen Tarumae-zan (senaste ubrott 1978) och vulkanen Eniwa-dake.

## Bilder

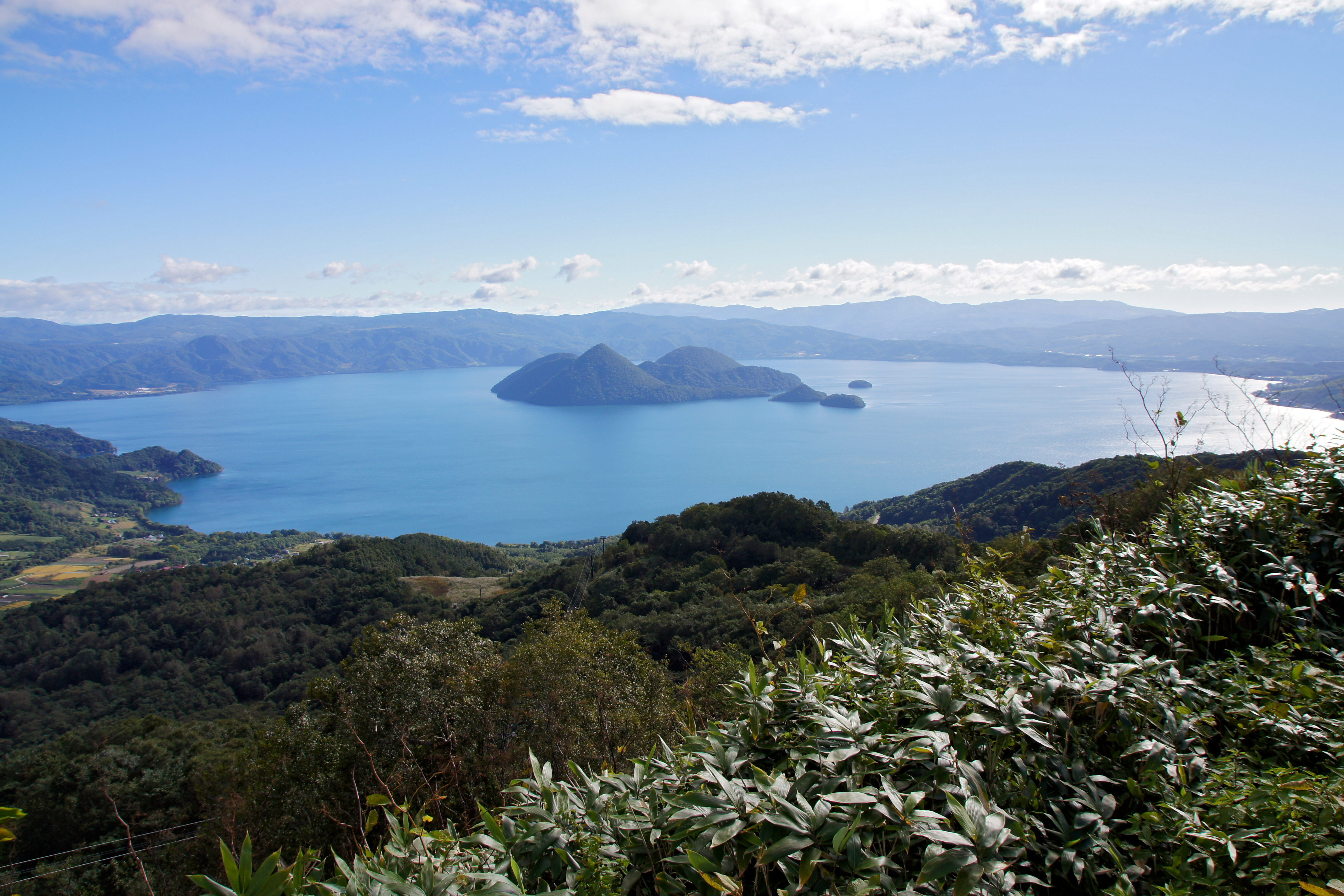
Sjön Tōya-ko
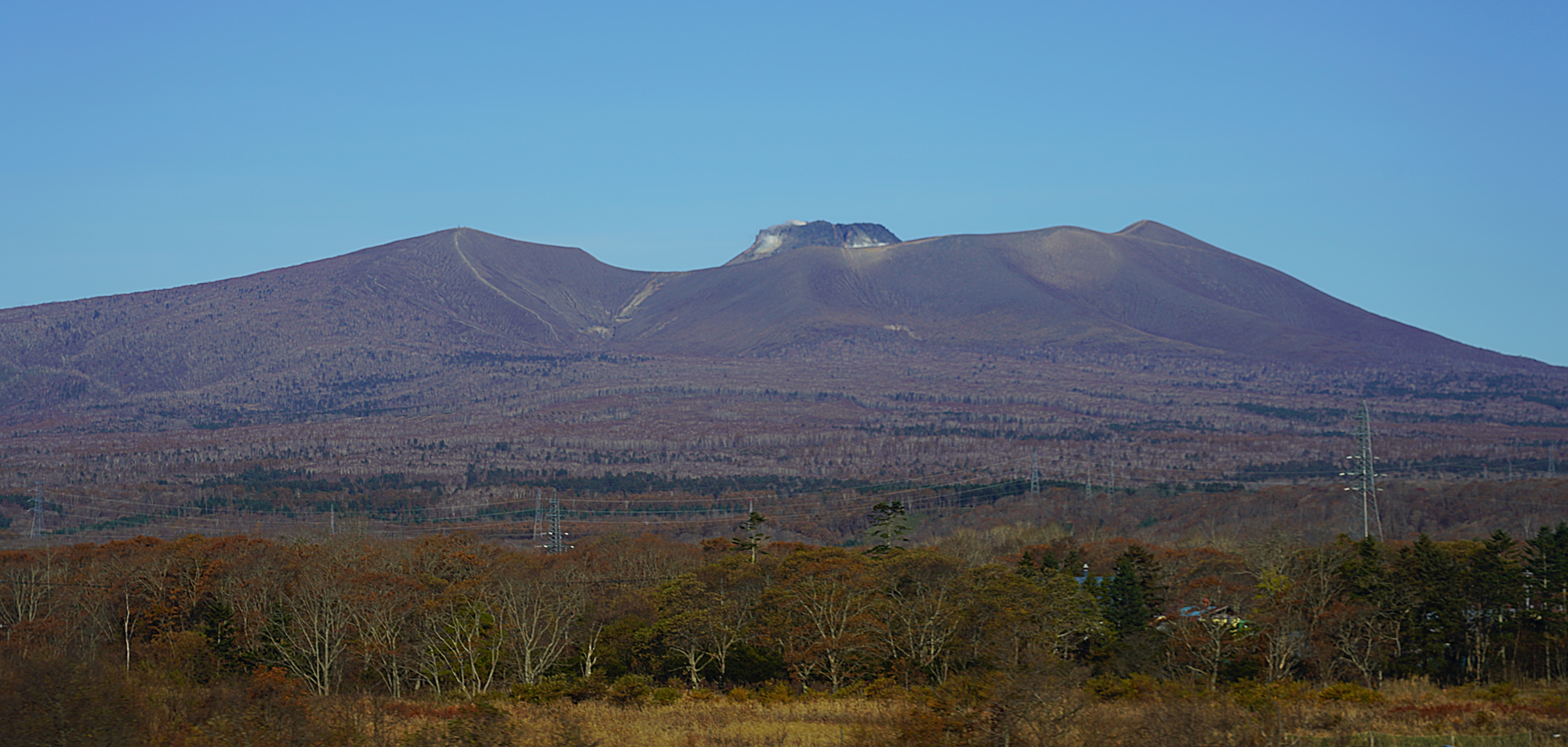
Berget Tarumae-zan
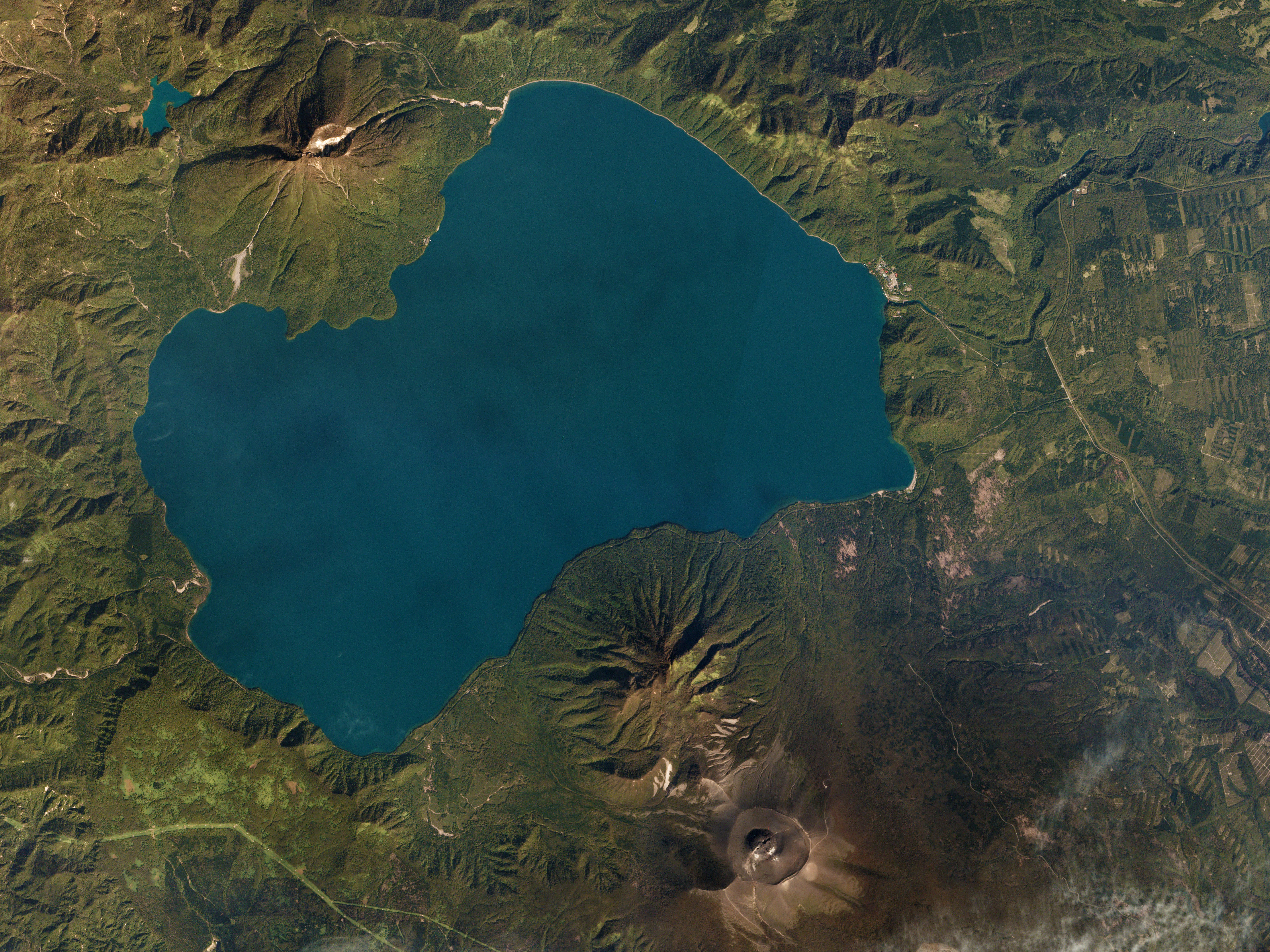
Shikotsu-ko med Eniwa-dake ovanför sjön och Tarumae-zan nedanför sjön